# Gargela renatusalis
Gargela renatusalis là một loài bướm đêm trong họ Crambidae.